# Muscari armeniacum
Muscari armeniacum (numite popular "zambile struguraș") sunt un grup de erbacee toxice din genul de plante Muscari din Eurasia, care produc spici cu flori albastre care seamănă cu niște strugurași. Pot fi găsite până la o altitudine de 2000 m.
Bulbii au un diametru de 2–3 cm, iar frunzele (3-5 la număr) sunt așezate în formă de rozetă, 0,5-0,8 cm late, 15–20 cm lungi. Tulpina de 10–25 cm este robustă. Florile sunt în număr mare și sunt în formă de ciorchine. Lungimea lor este de ca. 0,5 cm, sunt de culoare albastru închis (sau mai rar albastru deschis), cu vârful coroanei alb.
Muscari armeniacum înflorește la începutul primăverii.
Epitetul de specie, armeniacum înseamnă "din Armenia".
Muscari crește în grădină, unde se înmulțește rapid. Tăiată, planta muscari va rezista cel mai mult atunci când primește apă în cantități reduse. Cu aspectul său informal, Muscari arată foarte bine în borcane mici, așezate de-a lungul unei mese, înconjurate  cu o bucată de țesătură asortată. Muscari crește primăvara. La cumpărarea acestei plante, trebuie verificat dacă florile din partea inferioară a tulpinii  par proaspete, nu obosite, deoarece acestea sunt primele care vor păli.  Tulpinile trebuie să fie puternice și să fie înalte și drepte. Muscarila tifolium are culoarea albastru pal în partea de sus și albastru închis mai departe, spre tulpină.

## Galerie

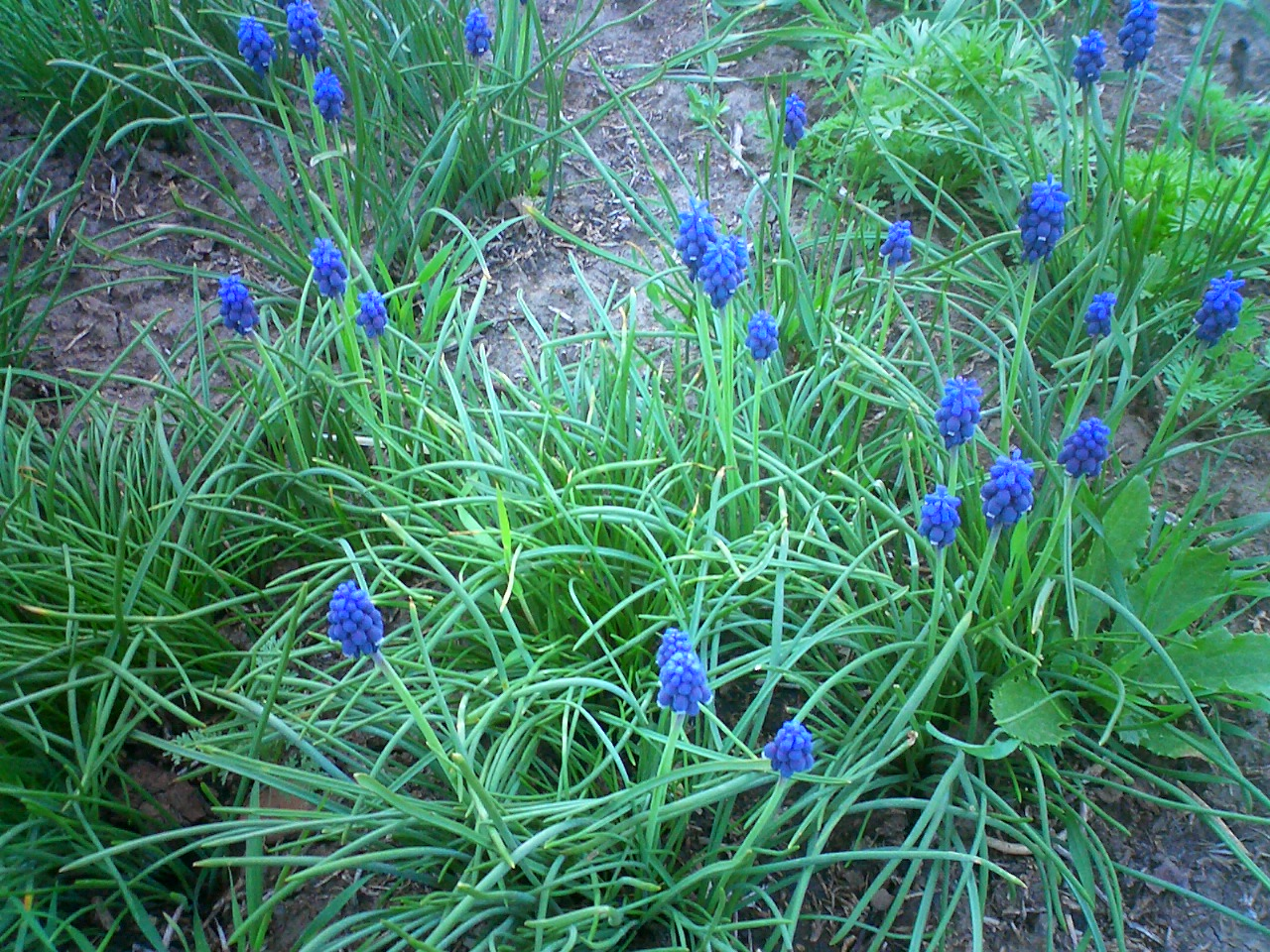
Muscari armeniacum în Armenia.
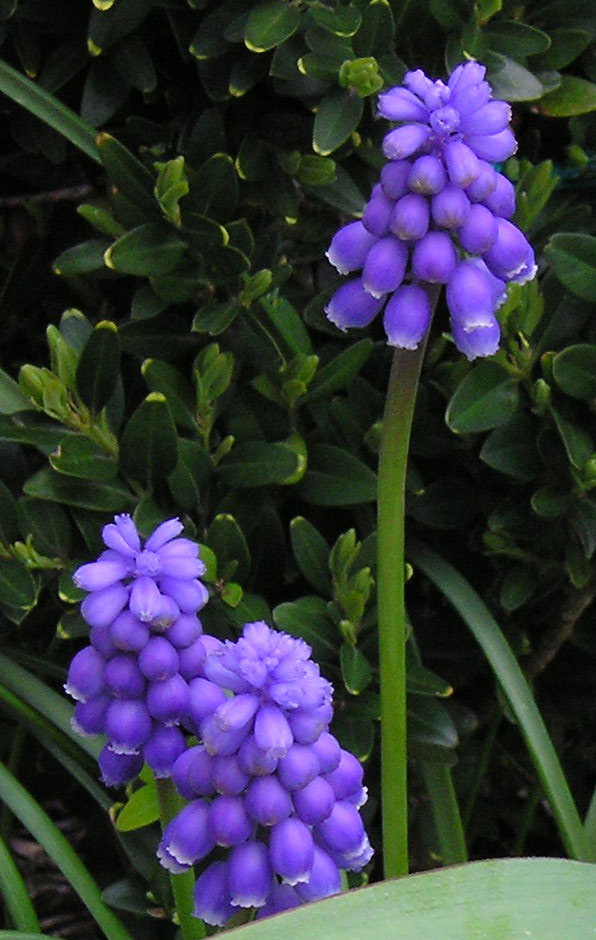
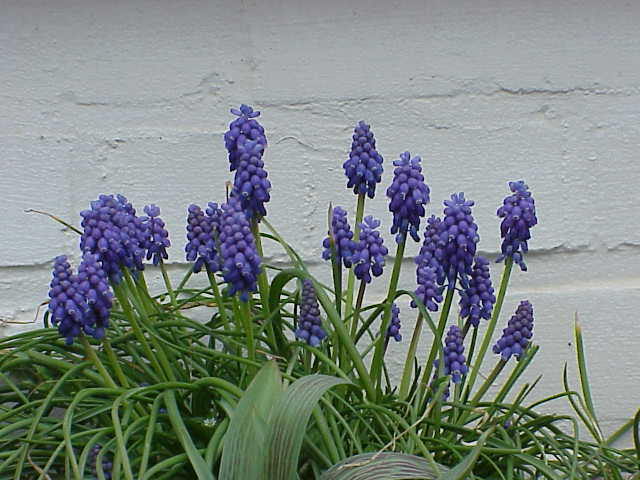
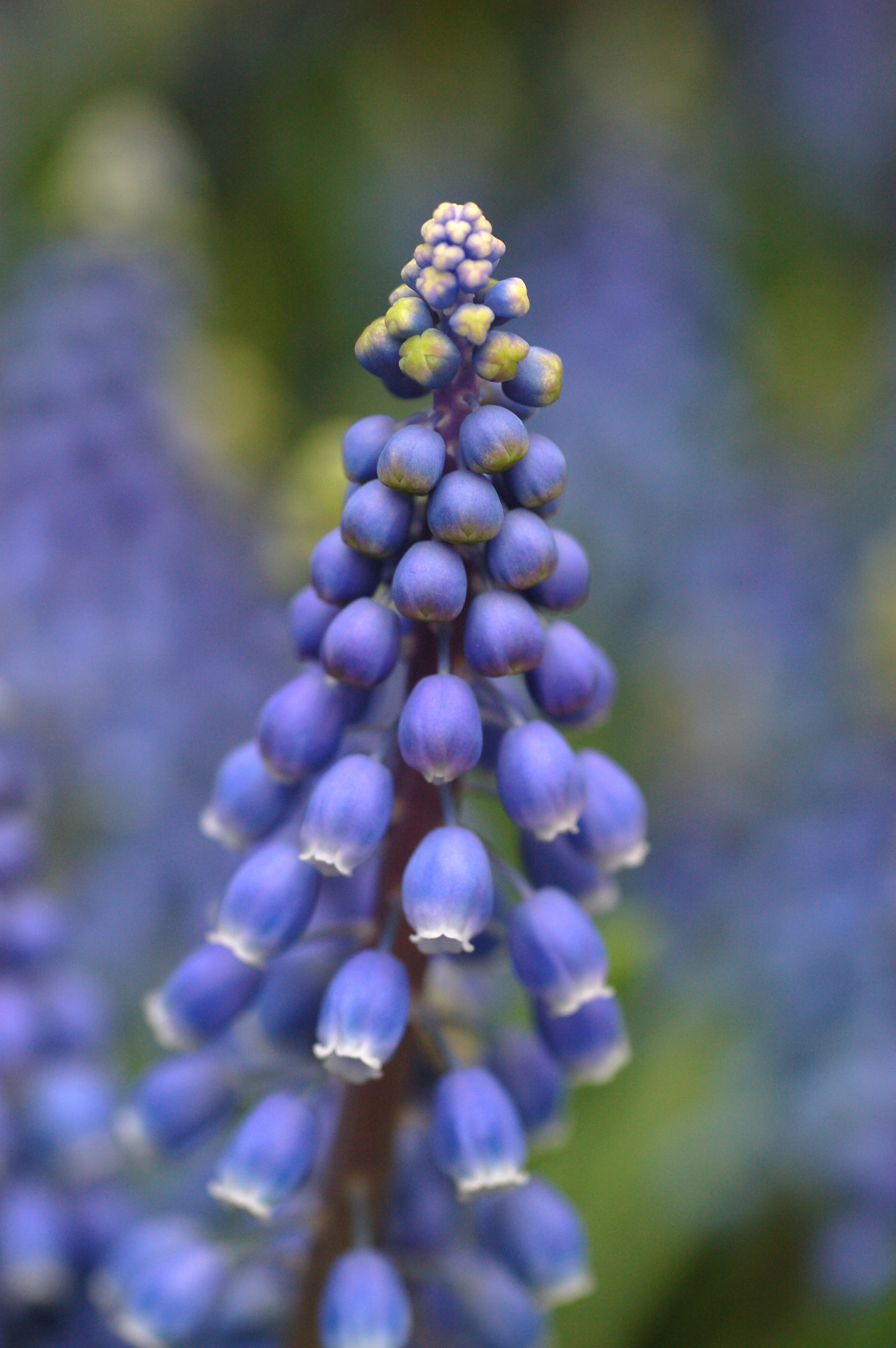